# Ode Triunfal
Ode Triunfal é um poema escrito por Álvaro de Campos, um dos heterónimos de Fernando Pessoa.

## Análise do poema
Recordemos, em primeiro lugar, que foi com esta “ode” (canto de louvor) que “nasceu” Álvaro de Campos, poeta futurista/sensacionista. Ou seja: um Campos entusiasta do seu tempo, da modernidade, discípulo confesso de Walt Whitman e Caeiro. 
A “Ode Triunfal” está escrita em verso livre e amplo (num total de 240 versos) e num estilo profundamente inovador – ao contrário do que sucederia no “Opiário” (fase decadentista) – marcado pela:  grandiloquência (visível, nomeadamente, nas exclamações e interjeições), exaltação épica ( Eia! Há-lá! ), ritmo esfuziante, torrencial; anáforas, apóstrofes repetidas, enumerações, exclamações, interjeições, onomatopeias (verso 24), neologismos (ferreando), fonemas substantivados (verso 5), estrangeirismos, grafismos inovadores, frases nominais e infinitivas, oximoros; misturas semânticas ousadas: máquinas/ filósofos/ termos técnicos/ referências míticas; expressões populares/ expressões eruditas.

## Estrutura
Podemos considerar nesta ode três momentos: 
1. Introdução (vv. 1 – 4)
Marcada pela vontade de “cantar”, mas confessadamente em situação de “não canto” – “tenho febre e escrevo”.
2. Desenvolvimento (vv. 5 – 238)
Marcado pela busca de identificação com tudo – máquinas, pessoas, tempos; abertura para o exterior e anulação do Eu pelo excesso das sensações; cosmopolitismo – cidade, luzes, modernidade, Europa; canto de todas as actividades contemporâneas – comércio, indústria, agricultura, política, imprensa, bordéis, gente reles; à mistura com uma vontade de identificação com o moderno que vai até à perversão sexual (vv. 72, 86-108 e 116-117). Este canto de triunfo vai em crescendo até ao final, mas com “quebras”: referência a escândalos e à corrupção (coexistentes com a modernidade exaltada) e, sobretudo, o discurso parentético dos versos 182 a 190, com a evocação nostálgica da infância e do mundo rural em desapropriação. Estas quebras, à mistura com a referência à febre, do primeiro verso, ao canto também do Passado (vv. 17-22) e à impotência manifestada na Conclusão, afastam o poema dos preceitos estritos do Futurismo à Marinetti.
3. Conclusão (o último verso)
Um verso de conclusão, espécie de “finda”: “Ah não ser eu toda a gente e toda a parte!” – que representa uma confissão de fracasso e um retorno ao ponto inicial, à febre.»

## Ligações internas
- Texto integral